# Metoediceropsis dadoensis
Metoediceropsis dadoensis is een vlokreeftensoort uit de familie van de Exoedicerotidae. De wetenschappelijke naam van de soort is voor het eerst geldig gepubliceerd in 1968 door Dang.